# Гордон-Браун, Соня
Соня Гордон-Браун (урождённая София Розенталь; 1894, Москва — 1966) — русская и американская женщина-скульптор.

## Биография
Родилась в 1890 году в Москве. Училась живописи и скульптуре сперва в Московском училище живописи, ваяния и зодчества у Николая Андреева и Валентина Серова, а затем — в Париже, в мастерской Антуана Бурделя.
В 1916 году находилась в Нью-Йорке, где сочеталась браком с американским искусствоведом Уильямом Гордоном-Брауном. Венчание состоялось в пресвитерианской церкви. 
В конце 1920-х и начале 1930-х годов участвовала в выставочной жизни Парижа, демонстрировала свои работы на ежегодных выставках: Осеннем салоне и Салоне Тюильри.
В 1927 году была президентом Нью-Йоркского общества женщин-художников.
В 1936 году подарила свои работы городу Биробиджану, который должен был стать центром национальной автономии советских евреев. Вместе с ней свои работы подарили многие другие художники еврейского происхождения, жившие и работавшие в США. Перед отправкой в СССР, в Нью-Йорке состоялась ретроспективная выставка подаренных произведений.
Работы Сони Гордон-Браун работы включены в постоянную коллекцию Музея современного искусства Уитни (Нью-Йорк) и Ассоциации и музея искусств Провинстауна (Массачусетс). Также работы Сони Гордон-Браун хранятся или хранились в Нью-Йорке в собрании Бруклинского музея. 
Скончалась Соня Гордон-Браун в Нью-Йорке около 1965 года. 